# Timón (personaje de El rey león)
Timón es uno de los personajes de la franquicia El rey león de Disney. Es un pequeño y divertido suricata que apareció como un personaje principal en la película El rey león de 1994 formando una inseparable dupla cómica con el jabalí Pumba. La popularidad que ganó esta pareja pronto los hizo conseguir el protagonismo de su propia serie de TV e incluso se volvieron los personajes principales en la tercera película de la franquicia. Timón y Pumba también aparecen como protagonistas en varios de los videojuegos de El rey león y son personajes secundarios infaltables en todos los demás.

## Información general
Timón es un pequeño y delgado suricata color amarillo con manchas marrones. Se caracteriza por ser muy bocón y andar siempre junto con su amigo el facóquero Pumba a quien vive haciendo bromas. Timón asume una actitud de chico listo y sabelotodo, aunque en realidad es realmente torpe e ignorante. Su mayor habilidad es hacer comentarios burlones y sarcásticos sobre Pumba o sus amigos, aunque siempre sin malas intenciones. Timón y Pumba son los ideólogos del "Hakuna Matata" ("No hay problema" en suajili), un lema que siguen al pie de la letra y por lo cual viven despreocupadamente y se dedican simplemente a disfrutar de la vida en su paraíso personal: una preciosa selva escondida en medio del desierto en donde no hay depredadores que los molesten. 
El principal pasatiempo de Timón y Pumba es salir en busca de su comida favorita: los insectos, esta también es su debilidad ya que en muchas ocasiones terminan distrayéndose de sus deberes por encontrar un nido de deliciosos bichos. Timón y Pumba también son fanáticos de los juegos y la diversión, por lo que siempre inventan nuevas formas de pasar el rato.
Timón y Pumba aparecieron originalmente en la película El rey león de 1994, allí eran personajes secundarios que cumplían el rol de la pareja cómica, aportando muchas escenas de humor a la historia. La popularidad de estos personajes fue tan grande, que en 1995 Disney los convirtió en los protagonistas de su propia serie animada de televisión (Timon y Pumba de Disney) y junto con ella también recibieron su propio videojuego: Timon & Pumbaa's Jungle Games. En 1998 se realizó la película animada The Lion King II: Simba's Pride en donde nuevamente aparecieron como los personajes secundarios cómicos, aquí su misión era la de vigilar y cuidar a la pequeña Kiara, la hija de Simba, para que no se meta en problemas. En 2004, finalmente se hizo la película El rey león 3: Hakuna Matata, en donde Timón y Pumba pasaron a ser los protagonistas, aunque Timón tiene un rol más central ya que la historia comienza contando su origen. Esta tercera película se caracterizó por contar todo lo que pasaba en el trasfondo de la historia del primer filme, solo que visto desde el ángulo menos épico de Timón y Pumba.

## Historia
Timón vivía en una colonia de suricatas en una pradera demasiada alejada de las Tierras del Reino junto a su madre y la colonia de suricatas, y el Tío Max, su Tío viejo amargado que veía con malos ojos la conducta de Timón y estaba seguro de que este no acabaría por buen camino. Timón tenía el problema de ser demasiado vago y torpe por lo que siempre fallaba en las tareas más importantes de las suricatas: excavar madrigueras y vigilar a los depredadores. Cuando un descuido de Timón hizo que la colonia casi fuera atacada por las hienas, Timón se ganó el rechazo de la colonia y decidió abandonarla e ir a su destino, en donde estaba seguro de que encontraría su verdadero destino.
Durante su viaje fue guiado por el sabio mandril Rafiki, quien le hizo tomar rumbo hacia la Roca del Rey. Durante su marcha, Timón conoció a un facóquero muy bonachón llamado Pumba, como vio que este también vagaba sólo y sin rumbo y además tenía la habilidad de espantar a los depredadores con su olor apestoso, decidió hacerlo su mejor compañero de viaje. Timón y Pumba llegaron a la Roca del Rey en la presentación de Simba, de modo que el lugar estaba muchos animales y tuvieron que buscar otro hogar. En este viaje, vivieron numerosas aventuras que los convirtieron de a poco en grandes amigos con una muy buena química. 
Finalmente, Timón y Pumba llegaron a un nuevo lugar, un paraíso tropical hermoso y gigantesco, lleno de comida y agua y sin depredadores carnívoros ni furtivos, de manera que inventaron una filosofía llamada "Hakuna Matata" y se quedaron a vivir felizmente allí. Años después, se toparon con un pequeño león cachorro llamado Simba, a quien encontraron abandonado en una playa, finalmente acabaron rescatándolo y lo adoptaron como su sobrino enseñándole el Hakuna Matata. Simba se convirtió en su gran y mejor amigo y juntos formaron un trío inseparable, que vivía en paz sin reglas, límites ni responsabilidades.
Con el paso del tiempo, Simba se volvió un imponente león adulto capaz de proteger a sus amigos de cualquier peligro. Un día se cruzó con su amiga de la infancia, la leona Nala, esta le revela a Timón y Pumba que Simba en verdad es el Rey, por lo que debía regresar a la Roca del Rey para reclamar el trono que le fue arrebatado por su malvado tío Scar por matar a Mufasa. Pumba decidió ir también a ayudarlo, pero Timón se enfadó porque vio a su perfecto estilo de vida arruinado por la leona intrusa. Finalmente Timón comprendió que el verdadero hogar está con los amigos y regresó para ayudar a Simba en su difícil tarea. En la batalla final, mientras Simba peleaba con Scar, Timón y Pumba tuvieron la dura tarea de enfrentarse a un clan de hienas, mucho más grandes y fuertes que los dos. Haciendo uso de su ingenio y habilidades de equipo pelearon con valor por ayudar a su mejor amigo león y lograron derrotarlas, mientras que Simba derrota a Scar en un feroz pelea. Así lograron liberar a las Tierras del Reino de la tiranía de Scar y las hienas, y Simba toma su lugar como rey. Finalmente Timón y Pumba deciden quedarse a vivir junto con Simba y los leones en la Roca del Rey.

## Habilidades
Timón es demasiado delgado y pequeño y está en la parte baja de la cadena alimenticia por lo que su estilo es pensar y correr antes que luchar. Y normalmente se lo ve montado sobre Pumba en situaciones de peligro.
- Excavar: Es la principal habilidad de las suricatas. Timón la utiliza para hacer túneles y avanzar bajo tierra en situaciones de peligro.

- Trepar: Timón tiene facilidad para subir por troncos y lianas para alcanzar rápidamente lugares altos.

- Pisotón: Timón puede saltar y caer sobre los enemigos y además usarlos como colchoneta para rebotar. Este ataque puede detener un tiempo a los malos pero no les causa daño.

- Distracción: Gracias a su gran bocota, Timón tiene mucha facilidad para distraer a los enemigos y ganar tiempo con charlas inútiles o comedia física. Su ataque infalible es el impresionante "baile del hula-hula", con el que logró distraer a todo el ejército de hienas en la batalla contra Scar.

- Control Remoto: Este es un ítem especial del juego El Rey León de GBA que le permite a Timón poner pausa y detener a los enemigos por unos segundos.

- Mega eructo: Este es un ítem especial del juego El Rey León de GBA que le permite a Timón ejecutar un estruendoso eructo que elimina a los enemigos cercanos.

## Apariciones en videojuegos

### Videojuegos deEl Rey León
- The Lion King (1994 - SNES, Genesis): Timón y Pumba aparecen únicamente en las fases de bonus. Timón es controlable en el juego Bug Hunt en donde recorre la selva en busca de bichos.

- Libro Animado Interactivo: El Rey León (1994 - PC): Libro de cuentos digital que relata los eventos de la película "El Rey León". Timón es el presentador del programa y tiene su propio minijuego en donde debe atrapar insectos.

- Timon & Pumbaa's Jungle Games (1995 - PC, SNES): El primer título protagonizado por Timón y Pumba, es una compilación de cinco juegos estilo arcade ambientados en la selva. Timón es controlable en los minijuegos Hippo Hop y Bug Toss.

- The Lion King: Adventures at Pride Rock (1995 - Sega Pico): Juego infantil que contiene varios minijuegos educativos basados en la película "El Rey León". Timón aparece como un personaje secundario.

- Disney's Activity Center: The Lion King (1995 - PC): Juego infantil que contiene varios minijuegos educativos basados en la película "El Rey León". Timón protagoniza los minijuegos Timon's Bug Matching Game y Timon and Pumbaa's Spelling Game.

- Disney's GameBreak: The Lion King II: Simba's Pride (1998 - Windows): Compilación de minijuegos y aplicaciones infantiles basados en la película "El Rey León II". Los protagonistas son Kiara y Kovu, mientras que Timón y Pumba aparecen como las molestas niñeras que los persiguen para vigilarlos. En el minijuego Cub Chase los protagonistas recorren un laberinto y Timón, Pumba y Zazú son los enemigos que hay que evadir. En Swampberry Sling y Paddle Bash, Timón y Pumba aparecen como aliados.

- Disney's Adventures in Typing With Timon & Pumbaa (1998 - Windows): Este es un juego educativo diseñado para enseñar a escribir correctamente con el teclado de la PC. Rafiki actúa como el profesor, mientras que Timón y Pumba protagonizan una aventura compuesta por varios minijuegos en donde el jugador debe poner en práctica las habilidades aprendidas en las lecciones.

- Disney's Active Play: The Lion King II: Simba's Pride (1999 - Windows): Compilación de minijuegos y aplicaciones infantiles basados en la película "El Rey León II". Timón aparece en muchas de las aplicaciones.

- El rey león: Las aventuras del poderoso Simba (2000 - PSX): Juego de plataformas protagonizado por Simba, está basado en las dos primeras películas de "El Rey León". Timón aparece únicamente en las fases de bonus y las escenas intermedias de la historia aunque no es controlable.

- El rey león: Las aventuras del poderoso Simba (2000 - GBC): Juego de plataformas protagonizado por Simba, está basado en las dos primeras películas de "El Rey León". Timón aparece en los cuatro minijuegos de bonus y es el personaje controlable en tres de ellos.

- El Rey León (2003 - GBA): Juego basado en la película "El Rey León 3" que sigue detalladamente la historia de Timón y Pumba. Ambos personajes son los protagonistas y dependiendo del nivel, se los puede controlar por separado o como un equipo. Aquí también Timón finalmente demuestra muchas de sus habilidades como excavar, el pisotón o trepar.

- El Rey León: Operación Dominios del Clan (2004 - Windows): Un juego infantil protagonizado por Timón y Pumba. La historia se ubica exactamente después de la película "El Rey León" y cuenta como los dos amigos son enviados por Simba a encontrar y traer de regreso a todos los animales que huyeron durante el reinado de Scar. Sin embargo, cada animal que encuentran les desafiará a un minijuego distinto que deben superar. Este juego se destaca de otros por sus gráficos en 3D con sombreado estilo cel-shading.

- El Rey León: La Gran Aventura de Simba (2005 - V.Smile): Un videojuego educativo para niños pequeños. Timón aparece como un personaje secundario.

### Otros videojuegos
- Disney's Extreme Skate Adventure (2003 - PS2, Xbox, GBA, GC): Juego de deportes extremos en donde el jugador se enfrenta a desafíos de patinaje sobre ruedas. De "El Rey León" aparecen Simba, Nala, Timón con Pumba y Rafiki como personajes seleccionables.

- Kingdom Hearts II (2005 - PS2): Timón aparece como un personaje secundario en el escenario de Pride Lands que ayuda a Simba y sus amigos en reiteradas ocasiones.

- Meteos: Disney Magic (2007 - NDS): Juego de puzzle de bloques que incluye a los personajes de El Rey León entre otras franquicias de Disney.

- Disney Friends (2007 - NDS): Timón y Pumba aparecen como personajes secundarios que desafían al jugador a un minijuego.

- Disney TH!NK Fast (2008 - Wii - PS2): Timón aparece como un personaje secundario.

- Disney Universe (2011 - Wii, Xbox 360, PS3, Windows): Juego de aventura de acción que reúne elementos de numerosas franquicias de Disney. Los personajes pueden escoger trajes basados en los personajes de "El Rey León" y además hay varios escenarios basados en el mundo de Pride Lands.

- Epic Mickey: Mundo Misterioso (2012 - 3DS): Timón aparece como uno de los personajes de Disney a los que Mickey debe rescatar.

## Apariciones en otros medios
- El rey león (Película para cines - 1994)
- Timón y Pumba (Serie de TV - 1995/1999)
- El rey león (musical de Broadway - 1997)
- The Lion King II: Simba's Pride (Película para video - 1998)
- House of Mouse (Serie de TV - 2001/2002)
- El rey león 3: Hakuna Matata (Película para video - 2004)
- La guardia del león (Serie de TV - 2015/2019)
- El rey león (Película para cines - 2019)
- Mufasa: el rey león (Película para cines - 2024)